# Ronde van Guangxi 2023 (vrouwen)
De vierde editie van de Ronde van Guangxi voor vrouwen werd verreden op de slotdag voor de mannen. Deze eendaagse wedstrijd was de afsluitende koers van de UCI Women's World Tour 2023 en werd gewonnen door de Poolse Daria Pikulik.

## Deelnemende ploegen
| World-Tourteams                                                                                            | UCI-teams                                                                                         | UCI-teams                                                                              | Nationale selectie |
| --- | ------------------------------------------------------------------------------------------------- | -------------------------------------------------------------------------------------- | ------------------ |
| FDJ-Suez Human Powered Health Israel Premier Tech Roland Liv Racing TeqFind Jayco AlUla UAE Team ADQ Uno-X | ARA-Skip Capital BTC City Ljubljana-Scott Ceratizit-WNT China Liv Pro Cycling Coop-Hitec Products | Dukla Praha Duolar-Chevalmeire Li Ning Star Ladies Tashkent City Thailand Women's Team | China              |

## Uitslag
| Plaats  | Naam                | Ploeg                      | tijd     |
| ------- | ------------------- | -------------------------- | -------- |
| Winnaar | Daria Pikulik       | Human Powered Health       | 3u39'45" |
| 2       | Chiara Consonni     | UAE Team ADQ               | z.t.     |
| 3       | Mia Griffin         | Israel Premier Tech Roland | z.t.     |
| 4       | Maggie Coles-Lyster | Israel Premier Tech Roland | z.t.     |
| 5       | Xin Tang            | China                      | z.t.     |
| 6       | Marta Lach          | Ceratizit-WNT              | z.t.     |
| 7       | Vittoria Guazzini   | FDJ-Suez                   | z.t.     |
| 8       | Anniina Ahtosalo    | Uno-X                      | z.t.     |
| 9       | Talsa Naskovich     | Li Ning Star Ladies        | z.t.     |
| 10      | Emilia Fahlin       | FDJ-Suez                   | z.t.     |

Mannen: 2017 · 2018 · 2019 · 2020 · 2021 · 2022 · 2023 · 2024 · 2025
Vrouwen: 2017 · 2018 · 2019 · 2020 · 2021 · 2022 · 2023 · 2024 · 2025
Tour Down Under ·
Cadel Evans Great Ocean Road Race ·
Ronde van de Verenigde Arabische Emiraten ·
Omloop Het Nieuwsblad ·
Strade Bianche ·
Ronde van Drenthe ·
Trofeo Alfredo Binda-Comune di Cittiglio ·
Brugge-De Panne ·
Gent-Wevelgem ·
Ronde van Vlaanderen ·
Parijs-Roubaix ·
Amstel Gold Race ·
Waalse Pijl ·
Luik-Bastenaken-Luik ·
La Vuelta España Femenina ·
Itzulia Women ·
Ronde van Burgos ·
RideLondon Classic ·
Ronde van Zwitserland ·
Giro Donne ·
Tour de France Femmes ·
Ronde van Scandinavië ·
GP de Plouay-Bretagne ·
Simac Ladies Tour ·
Ronde van Romandië ·
Ronde van Chongming ·
Ronde van Guangxi
Afgelaste wedstrijden: The Women's Tour ·
Postnord Vårgårda WestSweden